# Lucifer farsangja
A Lucifer farsangja vagy Mostoha ország (eredeti címe: A Ship Comes In) 1928-ban bemutatott amerikai néma filmdráma, amelyet William K. Howard rendezett. A forgatókönyvet Julien Josephson, John W. Krafft és Sonya Levien készítették. A produkció főbb szerepeiben Louise Dresser és Rudolph Schildkraut. 1928. június 4-én mutatták be az Egyesült Államokban. Magyarországon 1929. január 17-től vetítették a mozikban.
A produkciót egy Oscar-díjra jelölték az 1. Oscar-gálán Dresser alakításáért.

## Cselekmény
A szlovák Pleznik család az Egyesült Államokba vándorol. Peter egy étteremben találkozik egy honfitársával, Sokollal, aki megpróbálja lebeszélni őt arról a tervéről, hogy amerikai állampolgárrá váljon. Peter mégis állampolgárságot kér magának és családjának.
Öt évvel később Gresham bíró segítségével Peter megkapja a várva várt papírokat. Nem sokkal később fia, Eric bevonul a hadseregbe, és Európába küldik. Amikor Gresham bíró tíz év börtönre ítéli árulásért a honosítást megtagadók egyikét, Sokolt bajtársai a bíróra uszítják, hogy megölje. Sokol időzített bombát helyez el egy tortában, amelyet Peter felesége sütött a bírónak. Peter elviszi a tortát a bombával együtt Greshamhez. A robbanás súlyosan megsebesíti a bírót, és megöli a titkárnőjét. A gyanú Peterre terelődik, akit letartóztatnak.
Sokol halálos sérüléseket szenved egy közúti balesetben, de mielőtt meghalna, bevallja a bombatámadást. Petert kiengedik a börtönből. Még akkor sem inog meg Peter hazafisága, amikor megérkezik a hír Eric haláláról a harctéren. Visszatér a munkájához, és úgy érzi, hogy mindent megtett új hazájáért.

## Szereplők
| Szerep        | Színész             |
| ------------- | ------------------- |
| Peter Pleznik | Rudolph Schildkraut |
| Mama Pleznik  | Louise Dresser      |
| Eric          | Milton Holmes       |
| Marthe        | Linda Landi         |
| Sokol         | Fritz Feld          |
| Dan Casey     | Lucien Littlefield  |
| Gresham bíró  | Robert Edeson       |
| Seymon        | Louis Natheaux      |

## Fogadtatás
A Rotten Tomatoeson nem érkezett elég kritika a minősítéshez. 1929-ben a magyar Ujságban így írtak róla: „Nincs sztár benne s így valószínűleg elsikkad a filmek rengetegében, holott figyelmet és sikert érdemel, mert akárcsak a hét egyik nagy filmje, a Dübörgő élet, ez is egy kivándorló család sorsán keresztül az élet igazi arcát mutatja meg. Rudolf Schildkraut megrázó alakítást ad egy sorsüldözött ember szerepében, de nagy alakításához méltó a női főszereplő Louise Dresser teljesítménye is.”

## Fontosabb díjak és jelölések
| Esemény       | Díj       | Kategória                               | Eredmény |
| ------------- | --------- | --------------------------------------- | -------- |
| 1. Oscar-gála | Oscar-díj | Legjobb női főszereplő – Louise Dresser | Jelölve  |